# 基拉尼普拉
基拉尼普拉（Kiranipura），是印度拉贾斯坦邦Ajmer县的一个城镇。总人口4941（2001年）。

## 人口
该地2001年总人口4941人，其中男性2525人，女性2416人；0—6岁人口584人，其中男285人，女299人；识字率73.91%，其中男性为81.78%，女性为65.69%。